# John Winebrenner
John Winebrenner (25 mars 1797 - 12 september 1860) var en amerikansk pastor och grundare av trossamfundet Church of God.
Winebrenner ordinerades den 28 september 1820 till präst i en reformert församling i Harrisburg, Pennsylvania. Hans väckelsekampanjer där och den psalmbok (Revival Hymn-Book) han 1825 lät trycka vållade kritik inom det konservativa, kalvinistiska samfund han tillhörde. 1828 beslutade generalsynoden inom den Reformerta kyrkan i USA att sparka Winebrenner, vars anhängare i och runt Harrisburg då bildade egna församlingar kallade "Church of God". Några av dessa bildades redan från 1825 och framåt.
I juli 1830 döptes Winebrenner i Susquehanna-floden av Jacob Erb, präst (och sedermera biskop) i United Brethren in Christ. 
I oktober samma år samlades Winebrenners lärjungar till ett General Eldership of the Church of God. 
Där togs beslut om gemensamma angelägenheter. Tre sakrament (eller "förordningar") antogs: troendedop genom nedsänkning, nattvard och fottvagning, efter inflytande från United Brethren.